# Primeros años de Cleopatra
Los primeros años de Cleopatra VII (r. 51 a. C.-10 o 12 de agosto de 30 a. C.), reina de la dinastía ptolemaica del Antiguo Egipto, comenzaron con su nacimiento a principios del 69 a. C., hija del faraón Ptolomeo XII Auletes y una madre desconocida, y duraron hasta su ascensión al trono en marzo de 51 a. C. Durante su infancia Cleopatra se crio en el palacio de Alejandría en Egipto y recibió una educación griega fundamentalmente helenística de su tutor, Filóstrato. En la edad adulta fue muy versada en varios idiomas, como el egipcio, etíope, troglodita, hebreo, árabe, sirio, medo, parto y latín, además de su griego koiné nativo.
El padre de Cleopatra era un gobernante cliente de la República romana. Cuando los romanos se apoderaron de Chipre y obligaron al hermano de Ptolomeo XII, Ptolomeo de Chipre, a suicidarse en lugar de exiliarse, Ptolomeo XII se volvió impopular entre la población egipcia por permanecer en silencio y no reaccionar frente a lo sucedido. Él y gran parte de la familia real (aparentemente incluida Cleopatra) fueron exiliados de Egipto durante una revuelta que permitió a la hermana mayor de Cleopatra, Berenice IV, hacerse con el trono en el año 58 a. C.; Berenice gobernó brevemente junto con su madre, Cleopatra VI Trifena. Ptolomeo XII y el resto de su familia, tras su estancia en varios países finalmente se trasladaron a la Italia romana. En las colinas de Albanos (afueras de Roma), se alojaron en la villa de su protector romano, el triunviro Pompeyo el Grande. Cuando Ptolomeo XII ordenó el asesinato de los diplomáticos de Berenice IV en Roma, buscando ganar el favor de los romanos, él y su familia abandonaron el ambiente hostil de la ciudad y se establecieron en Éfeso.
Pompeyo persuadió a Aulo Gabinio, el gobernador romano de Siria, a invadir Egipto y restaurar a Ptolomeo XII al poder. En la primavera del año 55 a. C. llegaron las fuerzas de invasión. El por entonces joven oficial Marco Antonio impidió que Ptolomeo XII masacrara a los habitantes de Pelusio por su rebeldía y rescató el cuerpo de Arquelao (el marido de Berenice) después de que este muriera en la batalla. Aunque Antonio dijo años más tarde que fue entonces cuando se enamoró de Cleopatra, su relación no comenzó hasta el año 41 a. C. Ptolomeo XII hizo de Cleopatra su regente y cogobernante en el año 52 a. C., nombrándola a ella y a su hijo Ptolomeo XIII sucesores conjuntos en su testamento. Ptolomeo XII murió el 22 de marzo de 51 a. C., fecha del primer acto conocido de Cleopatra como reina: la restauración del toro sagrado Bujis en Hermonthis. Es posible que se casara con su hermano, Ptolomeo XIII, pero no está claro si llegaron a contraer matrimonio antes de que se iniciaran abiertas hostilidades entre ellos.

## Niñez y tutelaje

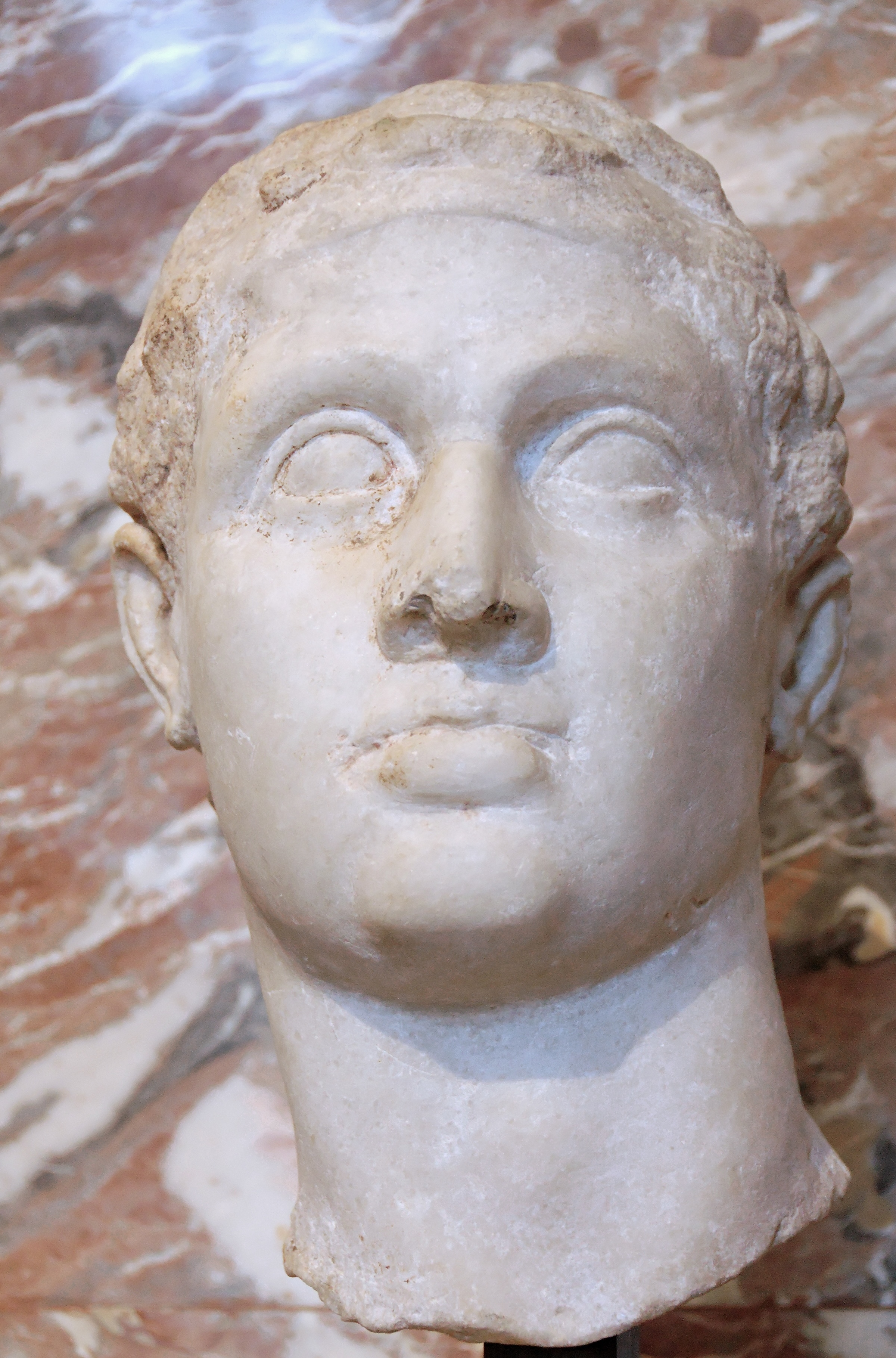
Busto helenístico de Ptolomeo XII Auletes, padre de Cleopatra, expuesto en el Museo del Louvre.

Cleopatra nació a principios del año 69 a. C. de la unión del faraón reinante de la dinastía ptolemaica Ptolomeo XII Auletes y una madre desconocida, posiblemente la esposa de Ptolomeo XII Cleopatra VI Trifena (también conocida como Cleopatra V), madre de la hermana mayor de Cleopatra, Berenice IV Epifena.  Cleopatra era de ascendencia principalmente griega, con antecesores asiáticos (sirios e iraníes) en menor grado; según Michael Grant, "no habría poseído ni una gota de sangre egipcia."  Ptolomeo XII recibió el apelativo «Auletes» (el flautista) debido a su adopción del título «Nuevo Dioniso» y por su interpretación de la flauta durante las Dionisias. Tenía la reputación de ser un monarca distante que disfrutaba de una vida de lujo al tiempo que causaba problemas dinásticos con la expulsión de Cleopatra VI de la corte a finales del 69 a. C. (pocos meses después del nacimiento de Cleopatra VII). Sus tres hijos menores (la hermana de Cleopatra, Arsínoe IV y los hermanos Ptolomeo XIII y Ptolomeo XIV) nacieron durante la prolongada ausencia de su esposa, que duró más de una década.
El tutor de infancia de Cleopatra fue Filóstrato, de quien aprendió las artes de la oratoria y la filosofía griega. Durante su juventud, presumiblemente estudió en el Museion (que incluía la Biblioteca de Alejandría) y escribió obras de medicina griega que pueden haber estado inspiradas por los médicos de la corte real de su padre. Los registros históricos que tenía a su disposición conservados por el historiador egipcio nativo del siglo III a. C. Manetón fueron ejemplos de las poderosas e inspiradoras mujeres predecesoras de la realeza (algunas de las cuales vivieron mucho antes de la dinastía ptolemaica, como Sobekneferu, Hatshepsut o Nefertiti.
Los faraones ptolemaicos eran coronados por el sumo sacerdote de Ptah en Menfis, Egipto, pero residían en la ciudad multicultural y en gran parte griega de Alejandría, establecida por Alejandro Magno de Macedonia. Hablaban griego y gobernaban Egipto como monarcas griegos helenísticos, negándose a aprender el idioma egipcio nativo. En la edad adulta Cleopatra estaba muy versada en varios idiomas, como el egipcio, etíope, troglodita, hebreo (o arameo), árabe, sirio (tal vez siríaco), medo, parto y latín, aunque sus contemporáneos romanos podrían haber preferido  hablar con ella en su griego koiné nativo. Aunque Cleopatra sabía leer y escribir en griego, egipcio y latín, no está claro si podía hacerlo en los otros idiomas que hablaba. Su conocimiento de todos estos idiomas también reflejaba el deseo de Cleopatra de restaurar los territorios del norte de África y Asia occidental que una vez pertenecieron al Reino ptolemaico.
Aunque los egipcios eran el grupo étnico dominante en Egipto, grandes minorías de griegos, judíos, celtas y germánicos, sirios, nubios y otros habitaron Egipto durante su reinado y mucho antes. Los griegos y los judíos se concentraban principalmente en las ciudades multiculturales de Alejandría, la antigua colonia de Náucratis y Ptolemaida Hermia (cerca de Tebas, en el Alto Egipto). Los griegos, judíos y egipcios en estas ciudades estaban legalmente segregados, vivían en barrios diferentes y tenían prohibido casarse entre ellos. El sacerdocio egipcio nativo recibió una serie de privilegios y se hizo extremadamente rico bajo sus patrocinadores ptolemaicos, convirtiéndose a menudo en blanco de las revueltas de los egipcios nativos. Aunque había leyes contra el matrimonio mixto en las ciudades-estado griegas (polis) de Egipto, el matrimonio mixto estaba permitido en otras partes de Egipto; Cleopatra tenía un medio primo egipcio, Pasherienptah III, el Sumo sacerdote de Ptah en Menfis. Al principio de su reinado Cleopatra buscó el apoyo y la lealtad del sacerdocio egipcio, a pesar de los intentos de su hermano rival y antiguo cogobernante Ptolomeo XIII de socavar esta relación.

## Reinado de Ptolomeo XII e intervencionismo romano

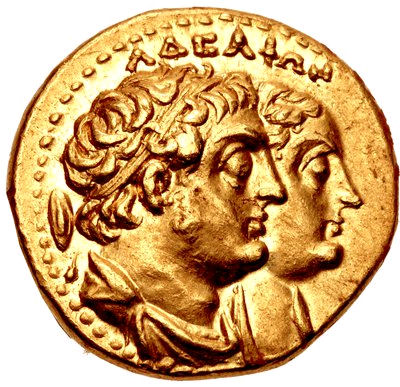
Moneda de Ptolomeo II Filadelfo y Arsínoe II, quienes establecieron la tradición del matrimonio entre hermanos en la dinastía ptolemaica.

El intervencionismo romano en Egipto fue anterior al reinado de Cleopatra. En 168 a. C., después de que Antíoco IV Epífanes invadió el Egipto ptolemaico, aceptó las demandas del Senado romano de retirarse y regresar al territorio seléucida en lugar de enfrentarse a la República romana. Cuando Ptolomeo IX Látiro murió a finales del año 81 a. C., fue sucedido por su hija Berenice III. Con la creciente oposición en la corte real contra la idea de un monarca femenino reinante, Berenice III aceptó el gobierno conjunto y el matrimonio con su primo (e hijastro) Ptolomeo XI Alejandro II. Este arreglo fue organizado por el dictador Sila, la primera figura romana con poder que intervino directamente en los asuntos dinásticos de los reinos al este de la República Romana.
Ptolomeo XI hizo matar a su esposa-madrastra poco después de su matrimonio en el año 80 a. C., pero fue asesinado poco después en la revuelta resultante por el asesinato. Ptolomeo XI, y tal vez su tío Ptolomeo IX o su padre Ptolomeo X Alejandro I legaron el Reino ptolemaico a Roma como garantía real de préstamos, con lo que los romanos disponían de una base legal para hacerse con el control de Egipto, su Estado cliente, En cambio, los romanos prefirieron dividir el reino ptolemaico entre los hijos ilegítimos de Ptolomeo IX, otorgando Chipre a Ptolomeo de Chipre y Egipto a Ptolomeo XII Auletes.
En el año 65 a. C. el censor romano Marco Licinio Craso planteó ante el Senado romano que el Egipto ptolemaico debía ser anexionado (tal vez basándose en el testamento anterior redactado como contrapartida a los préstamos), pero su propuesta de ley se vio desbaratada por la retórica de Cicerón. A esta propuesta de anexión le siguió otra fallida del tribuno Publio Servilio Rulo en el año 63 a. C. Ptolomeo XII respondió a la amenaza de la anexión romana de Egipto ofreciendo generosos regalos a poderosos estadistas y comandantes militares romanos, como Pompeyo el Grande (durante su campaña contra Mitrídates VI de Ponto en la tercera guerra mitridática) y Julio César después de que fuera nombrado cónsul en el año 59 a. C.
Después de que Craso, Pompeyo y César establecieran la alianza del Primer Triunvirato en el año 60 a. C., otorgaron a Ptolomeo XII el título de «amigo y aliado del pueblo romano» por sus esfuerzos en la financiación de las campañas orientales de Pompeyo y las conquistas romanas de los territorios de Asia Occidental que habían pertenecido al Imperio seléucida; el título costó 6000 talentos, casi la totalidad de los ingresos fiscales anuales del Egipto ptolemaico. Este comportamiento despilfarrador de Ptolomeo XII lo llevó a la bancarrota y se vio obligado a solicitar préstamos al banquero romano Cayo Rabirio Póstumo. Su aumento de los impuestos para pagar estos desembolsos enfureció a los pobres y provocó huelgas de agricultores.

## Exilio de Ptolomeo XII y Cleopatra

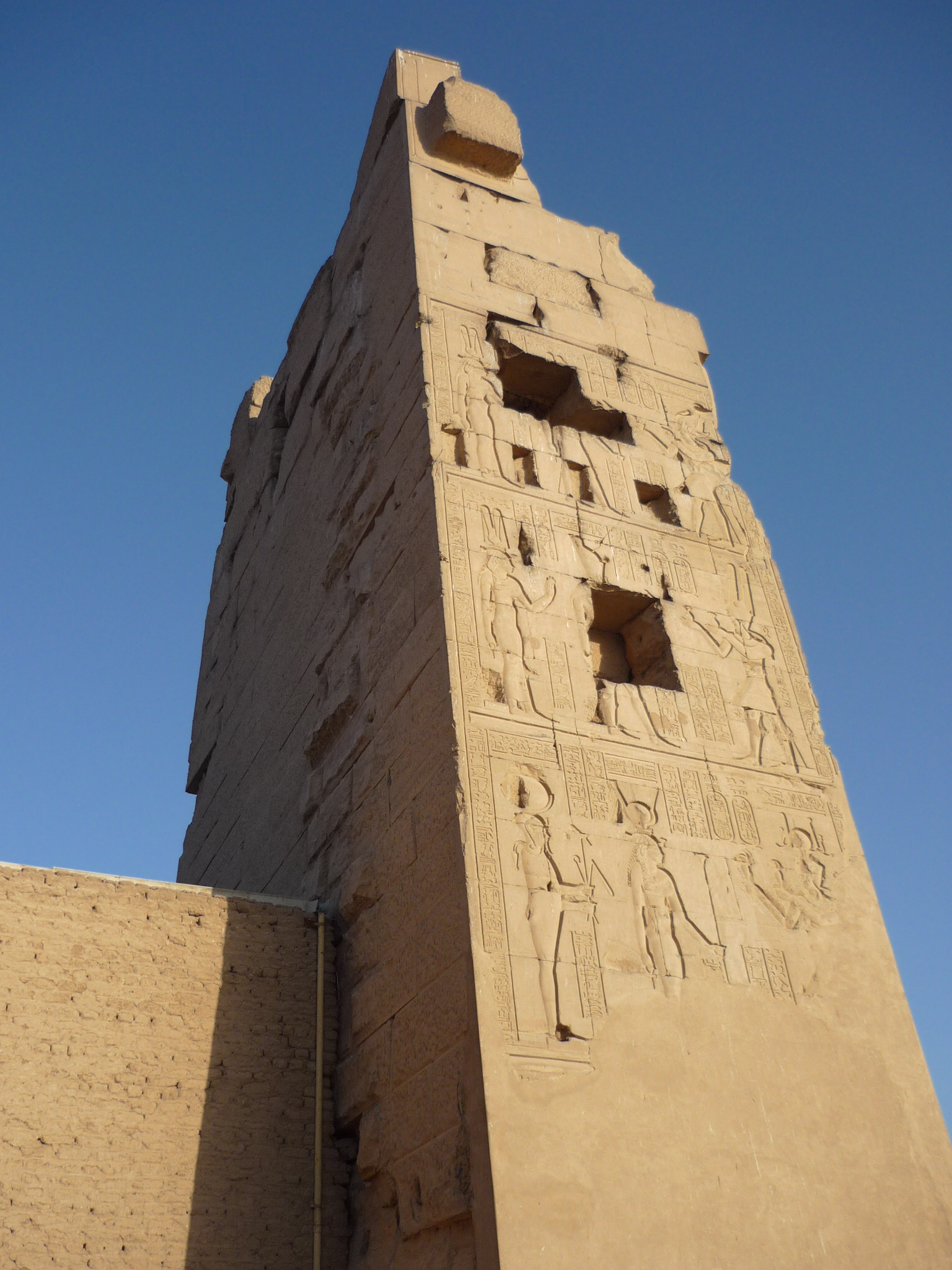
Puerta de Ptolomeo XII en el Templo de Kom Ombo, parcialmente construida por el padre de Cleopatra.

En el año 58 a. C., después de que el senador romano Publio Clodio Pulcro acusara a Ptolomeo de Chipre, hermano de Ptolomeo XII, de ayudar a los piratas que perjudicaban la navegación de los barcos romanos, la República romana anexionó Chipre y expulsó a Ptolomeo de Chipre, quien decidió suicidarse en lugar de exiliarse a Pafos como sacerdote de Apolo. Ptolomeo XII mantuvo públicamente silencio ante la muerte de su hermano, una decisión que, junto con la cesión del territorio tradicional ptolemaico a los romanos, dañó su credibilidad entre los ciudadanos que ya estaban indignados por su política económica. Ya fuera por la fuerza o por acción voluntaria, Ptolomeo XII dejó Egipto exiliándose a Rodas, el cuartel general de Catón, quien le advirtió sobre su error al enredarse tanto en la política romana y abandonar su reino. Después viajó a Atenas, donde erigió un monumento en honor a su padre (Ptolomeo IX) y a su media hermana (Berenice III) y finalmente a la villa del triunviro Pompeyo en las colinas de Albanos, cerca de Palestrina, Italia, donde pasó casi un año en las afueras de Roma, aparentemente acompañado por su hija Cleopatra, que por entonces tenía unos 11 años.
Los acontecimientos que tuvieron lugar en Egipto en esa época no están claros. Se cree que la esposa de Ptolomeo XII, Cleopatra V (o VI) Trifena, gobernó junto con su hija, Berenice IV, antes de ser expulsada por esta última y morir en una fecha incierta. Berenice IV envió un emisario a Roma para defender su gobierno y oponerse a la restitución de su padre Ptolomeo XII, pero Ptolomeo utilizó a sus asesinos para matar al emisario (un incidente encubierto por sus poderosos partidarios romanos). Cuando César no consiguió una elección popular como Gobernador General de Egipto, se instaló en la Galia con un mandato de cinco años y permitió que su rival Pompeyo resolviera el asunto del trono egipcio. El Senado romano negó a Ptolomeo XII la posibilidad de una escolta armada y provisiones para el regreso a Egipto, por lo que entonces decidió dejar Roma a finales del 57 a. C. para dirigirse al Templo de Artemisa en Éfeso.

## Regreso a Egipto

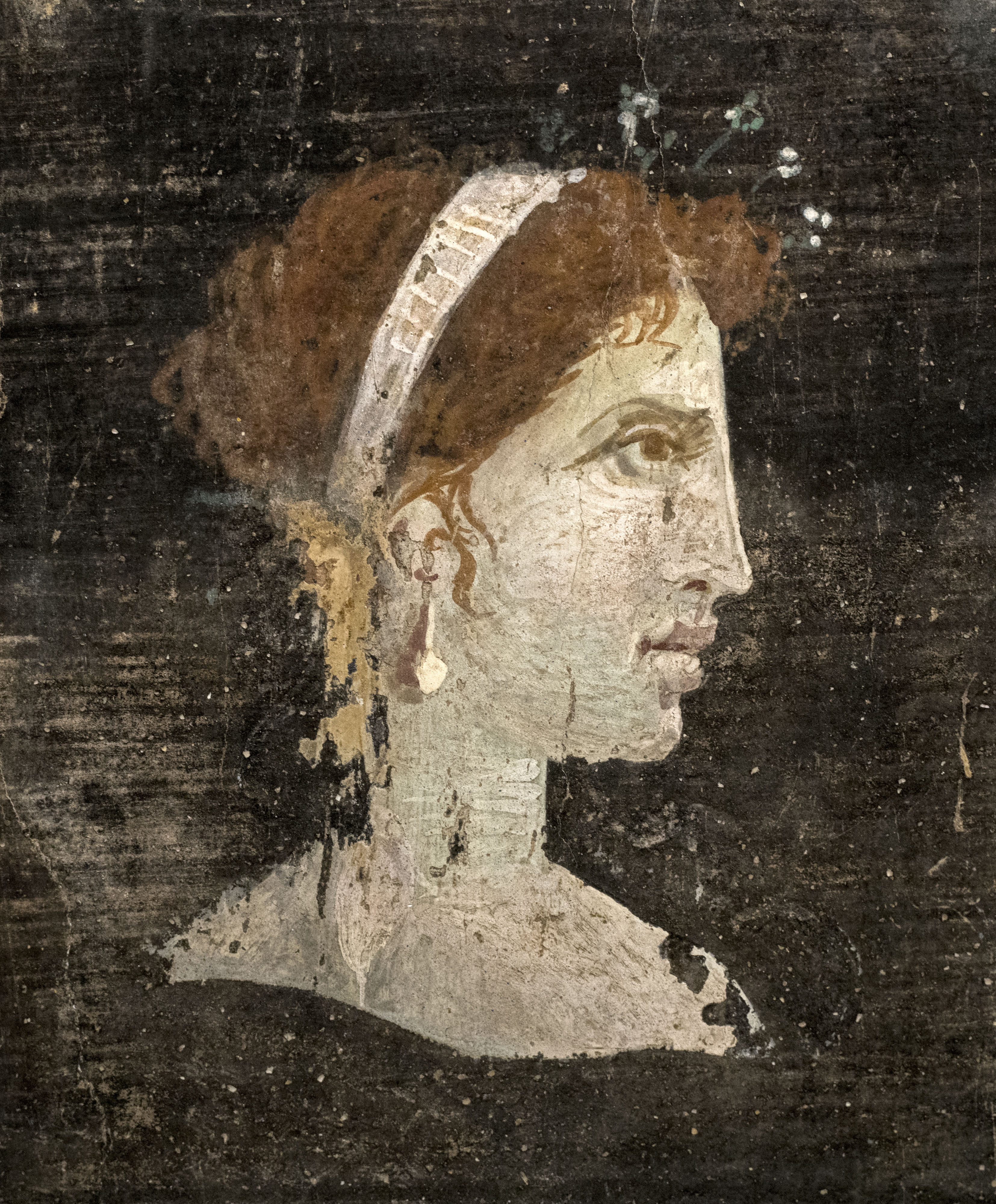
Posiblemente un retrato póstumo de Cleopatra con el pelo rojo y sus facciones distintivas, con una diadema real y horquillas con incrustaciones de perlas, encontrado en Herculano, siglo I d. C.

Para afianzar su legitimidad ante sus súbditos, Berenice IV se casó con Arquelao (supuestamente descendiente de Mitrídates VI de Ponto); sin embargo, los romanos (especialmente los desesperados financieros de Ptolomeo XII, como Rabirio Póstumo) estaban decididos a devolver a Ptolomeo al trono. Pompeyo persuadió al gobernador romano de Siria, Aulo Gabinio, a invadir Egipto y restaurar a Ptolomeo, ofreciéndole 10 000 talentos para la misión. Aunque esto lo ponía en conflicto con la ley romana, Gabinio invadió Egipto en la primavera del 55 a. C. a través de la Judea asmonea; Hircano II hizo que Antípatro de Idumea, el padre de Herodes I el Grande, proveyera de suministros al ejército dirigido por los romanos. Bajo el mando de Gabinio estaba el por entonces joven oficial de caballería Marco Antonio, que se distinguió por impedir que Ptolomeo XII masacrara a los habitantes de Pelusio y por rescatar el cuerpo de Arquelao después de que este último fuera asesinado en otra batalla (asegurándole así un entierro real). Cleopatra, de 14 años, habría acompañado a la expedición romana a Egipto; años después, Marco Antonio dijo que se había enamorado de ella en ese momento, aunque su relación no comenzó hasta el año 41 a. C., cuando el triunviro Antonio convocó a Cleopatra a su cuartel general en Tarso para que respondiera por su presunto apoyo a Cayo Casio Longino en la tercera guerra civil de la República romana del 43-42 a. C.
Gabinio fue juzgado (y absuelto) en Roma por abusar de su autoridad, pero un segundo juicio (por aceptar sobornos) lo condenó a siete años de exilio, de los cuales fue revocado en el año 48 a. C. por Julio César. Craso lo reemplazó como gobernador de Siria, extendiendo su mando provincial a Egipto hasta que fue asesinado por los partos en la batalla de Carras en el año 53 a. C. Ptolomeo XII hizo ejecutar a su hija rival Berenice y a sus ricos seguidores, confiscando sus propiedades y permitiendo que los gabiniani, la guarnición romana de Gabinio formada en gran parte por germanos y galos, hostigara a la población en las calles de Alejandría. Nombró a su antiguo financiero romano, Rabirio Póstumo, como su responsable de finanzas. Póstumo no pudo cobrar toda la deuda de Ptolomeo XII por la muerte de este último y la transfirió a sus sucesores, Cleopatra VII y Ptolomeo XIII. En el plazo de un año, Póstumo fue puesto bajo custodia protectora y devuelto a Roma cuando su vida se vio amenazada por despojar a Egipto de sus recursos.
Durante los últimos cuatro años de su reinado, Ptolomeo XII (que murió por causas naturales) designó a Cleopatra VII y Ptolomeo XIII como sus herederos, supervisó importantes proyectos de construcción como la finalización del Templo de Edfu y el establecimiento del Templo de Dendera y estabilizó una economía que dependía en gran medida del comercio con África Oriental y la India. Una copia de su testamento fue enviada a Pompeyo para que la conservara en Roma, y el original fue guardado en Alejandría para su custodia. Según una inscripción del Templo de Hathor en Dendera, Cleopatra fue nombrada regente de Ptolomeo XII el 31 de mayo de 52 a. C.

## Ascensión al trono
Ptolomeo XII murió en algún momento anterior al 22 de marzo de 51 a. C., cuando Cleopatra, en su primer acto como reina, inició su viaje a Hermontis, cerca de Tebas, por el descubrimiento de un nuevo Bujis, toro sagrado adorado como intermediario del dios Montu en la religión del Antiguo Egipto. El Senado romano no fue informado de la muerte de Ptolomeo hasta el 30 de junio o el 1 de agosto del año 51 a. C.; la noticia pudo haber sido suprimida por Cleopatra hasta que pudo asegurar el trono.
Cleopatra probablemente se había casado con su hermano, Ptolomeo XIII, de acuerdo con la costumbre, pero no hay constancia de ello. La incestuosa práctica ptolemaica del matrimonio entre hermanos fue introducida por Ptolomeo II y su hermana Arsínoe II, una antigua práctica egipcia que era aborrecida por sus contemporáneos griegos. Sin embargo, en la época del reinado de Cleopatra, se consideraba un arreglo normal entre los gobernantes ptolemaicos.
El 29 de agosto del año 51 a. C. los documentos oficiales egipcios comenzaron a incluir a Cleopatra como única gobernante, evidencia de que había rechazado a su hermano Ptolomeo XIII como corregente.